# Acyrthosiphon caraganae
Acyrthosiphon caraganae är en insektsart som först beskrevs av Cholodovsky 1907.  Acyrthosiphon caraganae ingår i släktet Acyrthosiphon och familjen långrörsbladlöss. Arten är reproducerande i Sverige.

## Underarter
Arten delas in i följande underarter:
- A. c. caraganae
- A. c. tadzhikistanicum
- A. c. occidentale